# Who's Gonna Save My Soul
"Who's Gonna Save My Soul", é o terceiro single tido pelo segundo álbum de Gnarls Barkley, o The Odd Couple. Este single é também tocado no estilo blues.
Este single foi executado no encerramento da cena do episódio final da primeira temporada da série "Breaking Bad", original da AMC.